# 秋葉原いちまんちゃんねる
『秋葉原いちまんちゃんねる』（あきはばらいちまんちゃんねる）は、宮下未紀の漫画作品である。

## 概要
「エース桃組」（角川書店）に掲載された。単行本も同社より刊行。
ヒロイン、飴屋未由が秋葉原のメイドファミレスでバイトする顛末を描いた作品。